# Космос-2311
Космос-2311 је један од преко 2400 совјетских вјештачких сателита лансираних у оквиру програма Космос.
Космос-2311 је лансиран са космодрома Плесецк, СССР, 22. марта 1995. Ракета-носач Сојуз је поставила сателит у орбиту око планете Земље. 